# Fotovoltaická elektrárna Hrušovany
Fotovoltaická elektrárna Hrušovany je sluneční elektrárna, kterou provozuje společnost ČEZ od listopadu 2009 a nachází se na jižní Moravě v Hrušovanech nad Jevišovkou. Elektrárna se rozkládá na ploše 7 ha a skládá se ze 17 tisíc panelů, které dohromady mají instalovaný výkon 3,8 MW a podle odhadů by ročně měly vyrobit přes 3,7 milionu kWh. Část technologie pro přenos VN (6x trafostanice) byla dodána společností Power-Energo,s.r.o. 